# Spettacolo di danza in onore degli Stranieri
Lo Spettacolo di danza in onore degli Stranieri è un paravento a tre ante dipinto a inchiostro su carta di riso di autore anonimo, conservato presso il Palazzo dei Musei, Musei Civici di Reggio Emilia. Il dipinto è la copia di un famoso dipinto donato al tempio di Kiyomizu di Kyoto, come ex-voto, proclamato dal governo giapponese “Importante Bene Culturale”.

## Descrizione
Il paravento, realizzato con inchiostro, colori e oro, raffigura una nave a vele spiegate sul mare. A bordo, si trovano molti passeggeri impegnati in giochi, musica e in una esibizione di danza sul ponte principale, che dà il nome all’opera. Su una pedana sopraelevata ci sono due importanti personaggi, ospiti stranieri, presumibilmente portoghesi, e la celebrazione è in loro onore. 
Spesso ci si riferisce all’opera come pannello nanban: infatti i paraventi Nanban, che raffigurano imbarcazioni portoghesi, prendevano il nome dal termine dispregiativo ‘’Nanbanjin’’, ovvero i “Barbari del Sud”, con cui I giapponesi chiamavano gli stranieri.
Il dipinto è una copia di un'opera conservata nel tempio Kiyomizu di Kyoto ed è un esempio di ema, un ex voto religioso giappones,e che rappresenta una nave appartenente ai Suminokura, un'impresa commerciale di Kyoto, diretta a Tonkin, nel Vietnam settentrionale. Questo ex voto fu donato al tempio nel 1634 per invocare il successo del viaggio.